# 運助

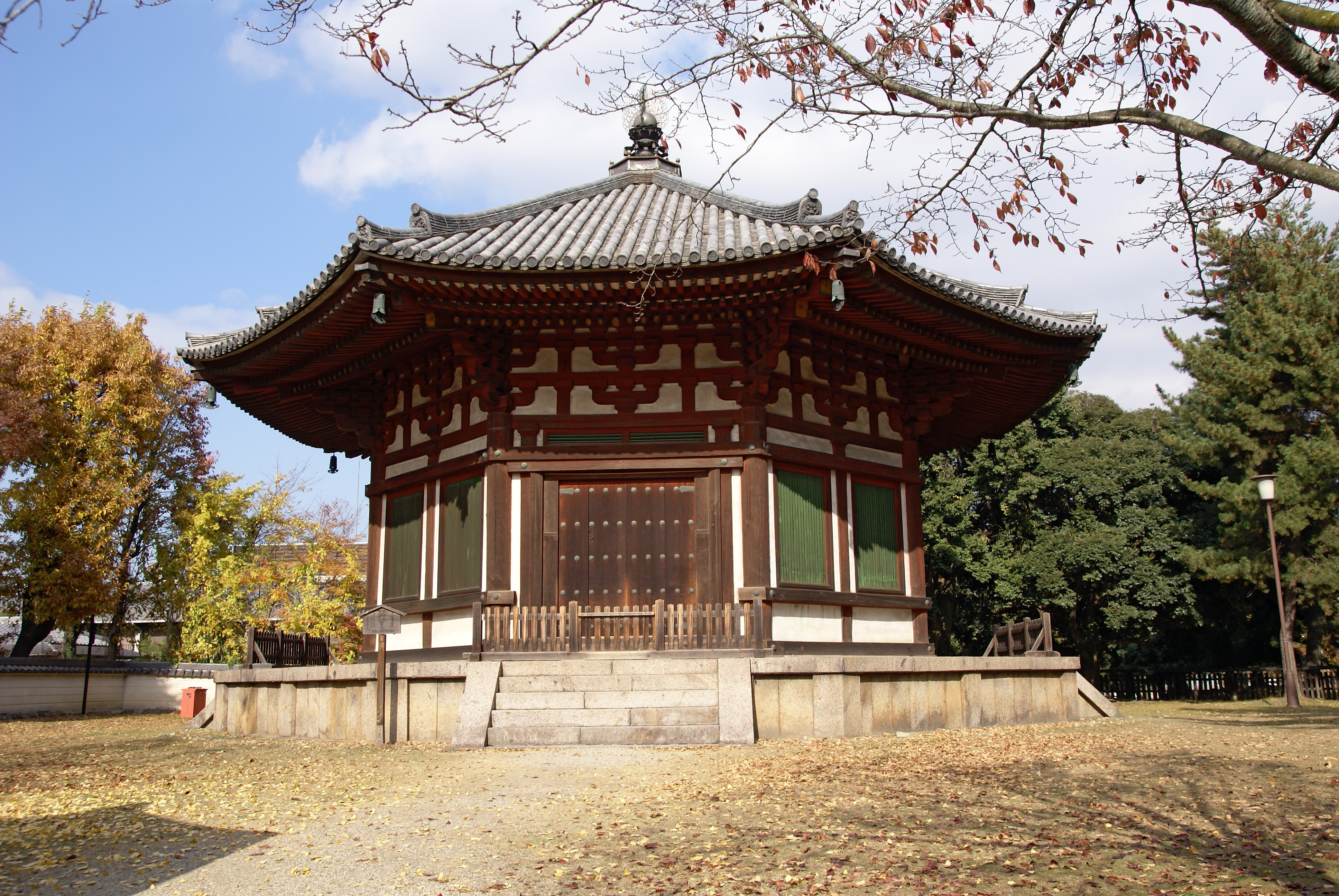
興福寺北円堂

運助（うんじょ、生没年未詳） は、鎌倉時代の仏師で運慶の六男とされる人物。

## 略歴
- 建久年間末（1199年頃）、父運慶に従い東寺の諸仏制作と修理に参加した。
- 1208年（承元2年）、興福寺北円堂の無著像（国宝）を運慶の指導下製作した。